# Solanum wrightii
Solanum wrightii là loài thực vật có hoa trong họ Cà. Loài này được Benth. miêu tả khoa học đầu tiên năm 1861.